# Mónica Mendes
Mónica Soraia Amaral Mendes, née le 16 juin 1993, est une ancienne footballeuse internationale portugaise qui a terminé sa carrière en 2024 au poste de défenseur au sein du club suisse du Servette FCCF dont elle était également la capitaine. Elle officie actuellement comme coach des M18 au FC Sion féminin.

## Biographie

### En club
Mónica Mendes, est la fille de deux karatékas professionnels, à 4 ans, elle pratique pendant plusieurs années le karaté, dont elle est multiple championne nationale, européenne et mondiale, et le football. Elle fait ses premiers pas dans le futsal à l'âge de 11 ans dans le petit club du Sr Bairro Bela Vista. À l'âge de treize ans, elle rejoint Beira Mar Almada, à Almada, puis à l'âge de seize ans, elle arrive en 2009 au 1° Dezembro, qui est à l'époque le meilleur club portugais de football féminin où elle se démarque comme une excellente défenseure centrale, et lui ouvrant ainsi les portes de l'équipe nationale U19. Elle remporte, avec le club de Sintra, deux championnats nationaux, deux coupes et fait aussi ses débuts en Ligue des champions. C'est d'ailleurs après la campagne européenne du 1° Dezembro, qu'elle quitte le Portugal, 2011. 
Elle part pour les États-Unis, pour étudier les sciences du sport, conciliant toujours ses études avec le football. Jouant au niveau universitaire représentant le club de des Brownsville Scorpions, tout en représentant en "championnat réserve" ceux du D.C. United, et des Spirit de Washington entre 2011 et 2015. En août 2012, elle fait partie de l'équipe type de la saison, du championnat de la Women’s Super-20 League, alors joueuse du D.C. United U20. En avril 2014, elle est appelée en sélection de la NAIA pour participer à une compétition au Costa Rica.
À l'été 2015, après avoir terminé ses études, elle revient en Europe et joue le tour de qualification de la Ligue des champions féminine de l'UEFA 2015-2016 pour le club chypriote de l'Apollon Limassol. Au cours du mois d'août, peu de temps après la fin de la campagne de la Ligue des champions elle rejoint les norvégiennes du Vålerenga.
En février 2016, elle signe avec le club suisse du FC Neunkirch. Elle y termine la saison et passe une saison supplémentaire remportant le doublé Championnat - Coupe de Suisse. 
Quittant la Suisse, elle rejoint l'Italie, après une saison à l'ACF Brescia avec lequel elle remporte la Supercoupe d'Italie et une place de vice championne, après un combat dantesque pour le scudetto avec la Juventus. Pendant la campagne européenne 2017-18, elle permet grâce à son but de qualifier l'équipe italienne pour les 16e de finale. La saison suivante, elle reste dans le championnat italien et fait partie de l'équipe du géant transalpin qui a décidé de parier sur le football féminin en 2018/19. L'emblème des Rossoneri a acquis les droits sportifs de Brescia, le club où se trouve l'internationale portugaise, qui travaille déjà sous les ordres de l'entraîneur Carolina Morace. Elle y passe deux saisons. En 2020, n'ayant disputé aucune rencontre officielle, elle décide de ne pas renouveler son contrat et retourne au pays près de 10 ans après l'avoir quitté.
Pour la saison 2020-2021, à 27 ans, l'internationale portugaise rentre jouer dans son pays natal avec le Sporting CP afin de combler le départ de l'internationale Carole Costa.
Après une saison auprès des "Lionnes", elle quitte à nouveau le Portugal, pour rejoindre la Suisse, et sa compatriote Inês Pereira, au Servette. Après trois années passées en grenat et trois titres conquis, 𝑴𝒐́𝒏𝒊𝒄𝒂 𝑴𝒆𝒏𝒅𝒆𝒔, arrête sa carrière de joueuse afin d'entamer celle d'entraineur.

### En sélection nationale
Mónica Mendes fait ses débuts en sélection avec l'équipe des moins de 19 ans, le 25 avril 2009, dans le match perdu 1-0 contre la France, un match comptant pour le deuxième tour de qualification au Championnat d'Europe de football féminin des moins de 19 ans 2009 en Bélarus. Elle est l'auteur du but qui qualifie le Portugal pour la première fois en finale d'un compétition internationale, le Championnat d'Europe féminin de football des moins de 19 ans 2012. Elle fait partie des portugaises, qui disputent la phase finale de l'Euro 2012, où les jeunes portugaises ne s'inclinent qu'en demi-finale face à l'Espagne, 1 à 0.
Elle est sélectionnée en équipe senior, lors du Torneio Internacional Cidade de São Paulo, le 9 décembre 2012, face aux hôtes brésiliennes, match qui a vue la victoire des Brésiliennes 4-0.
Plus tard, elle se voit régulièrement appelée en équipe nationale. Elle signe son premier but en sélection, le 14 juin 2014 à la 54e minute en ouvrant le score de la 'seleção face à l'Albanie. Le 6 juillet 2017, elle est appelée par l'entraîneur Francisco Neto afin de représenter le Portugal à l'Euro 2017. Malheureusement, elle n'est pas utilisée lors des trois matchs joués par le Portugal.

## Statistiques

### En club
| Saison                | Club                   | Championnat            | Championnat | Championnat | Coupe(s) nationale(s) | Coupe(s) nationale(s) | Compétition(s) continentale(s) | Compétition(s) continentale(s) | Compétition(s) continentale(s) | Sélection | Sélection | Sélection | Total | Total |
| Saison                | Club                   | Division               | M.          | B.          | M.                    | B.                    | Comp.                          | M.                             | B.                             | Équipe    | M.        | B.        | M.    | B.    |
| 2009-2010             | 1° Dezembro            | Nacional Feminino      | 0           | 0           | 0                     | 0                     | LDC                            | 2                              | 0                              | U19       | 3         | 0         | 5     | 0     |
| 2010-2011             | 1° Dezembro            | Nacional Feminino      | 6           | 0           | 1                     | 0                     | LDC                            | 3                              | 0                              | U19       | 9         | 2         | 19    | 2     |
| 2011-2012             | 1° Dezembro            | Nacional Feminino      | 0           | 0           | 0                     | 0                     | LDC                            | 2                              | 0                              | -         | 0         | 0         | 2     | 0     |
| Sous-total            | Sous-total             | Sous-total             | 6           | 0           | 1                     | 0                     | -                              | 7                              | 0                              | -         | 12        | 2         | 26    | 2     |
| 2011                  | D.C. United U20        | -                      | 0           | 0           | 0                     | 0                     | -                              | 0                              | 0                              | U19       | 3         | 1         | 3     | 1     |
| 2012                  | D.C. United U20        | -                      | 0           | 0           | 0                     | 0                     | -                              | 0                              | 0                              | U19 & A   | 13        | 1         | 13    | 1     |
| 2013                  | D.C. United U20        | -                      | 0           | 0           | 0                     | 0                     | -                              | 0                              | 0                              | A         | 4         | 0         | 4     | 0     |
| Sous-total            | Sous-total             | Sous-total             | 0           | 0           | 0                     | 0                     | -                              | 0                              | 0                              | -         | 20        | 2         | 20    | 2     |
| 2013                  | Spirit de Washington B | W-League               | 3           | 2           | 0                     | 0                     | -                              | 0                              | 0                              | A         | 2         | 0         | 5     | 2     |
| 2014                  | Spirit de Washington B | W-League               | 1           | 0           | 0                     | 0                     | -                              | 0                              | 0                              | A         | 13        | 1         | 14    | 1     |
| 2015                  | Spirit de Washington B | W-League               | 0           | 0           | 0                     | 0                     | -                              | 0                              | 0                              | A         | 3         | 0         | 3     | 0     |
| Sous-total            | Sous-total             | Sous-total             | 4           | 2           | 0                     | 0                     | -                              | 0                              | 0                              | -         | 18        | 1         | 22    | 3     |
| 2015-16               | Apollon Limassol       | Cypriot First Division | 0           | 0           | 0                     | 0                     | LDC                            | 2                              | 0                              | -         | 0         | 0         | 2     | 0     |
| Sous-total            | Sous-total             | Sous-total             | 0           | 0           | 0                     | 0                     | -                              | 2                              | 0                              | -         | 0         | 0         | 2     | 0     |
| 2015                  | Vålerenga              | Toppserien             | 8           | 0           | 0                     | 0                     | -                              | 0                              | 0                              | A         | 2         | 0         | 10    | 0     |
| Sous-total            | Sous-total             | Sous-total             | 8           | 0           | 0                     | 0                     | -                              | 0                              | 0                              | -         | 2         | 0         | 10    | 0     |
| 2015-16               | FC Neunkirch           | LNA                    | 13          | 0           | 3                     | 0                     | -                              | 0                              | 0                              | A         | 6         | 0         | 22    | 0     |
| 2016-17               | FC Neunkirch           | LNA                    | 12          | 1           | 3                     | 0                     | -                              | 0                              | 0                              | A         | 1         | 0         | 16    | 1     |
| Sous-total            | Sous-total             | Sous-total             | 25          | 1           | 6                     | 0                     | -                              | 0                              | 0                              | -         | 7         | 0         | 38    | 1     |
| 2017-2018             | ACF Brescia            | Serie A                | 18          | 1           | 1                     | 0                     | LDC                            | 3                              | 1                              | A         | 5         | 0         | 27    | 2     |
| Sous-total            | Sous-total             | Sous-total             | 18          | 1           | 1                     | 0                     | -                              | 3                              | 1                              | -         | 5         | 0         | 27    | 2     |
| 2018-2019             | AC Milan               | Serie A                | 21          | 0           | 5                     | 0                     | -                              | 0                              | 0                              | A         | 11        | 2         | 37    | 2     |
| 2019-2020             | AC Milan               | Serie A                | 0           | 0           | 0                     | 0                     | -                              | 0                              | 0                              | A         | 4         | 0         | 4     | 0     |
| Sous-total            | Sous-total             | Sous-total             | 21          | 0           | 5                     | 0                     | -                              | 0                              | 0                              | -         | 15        | 2         | 41    | 2     |
| 2020-2021             | Sporting CP            | Nacional Feminino BPI  | 6           | 1           | 1                     | 0                     | -                              | 0                              | 0                              | A         | 2         | 0         | 9     | 1     |
| Sous-total            | Sous-total             | Sous-total             | 6           | 1           | 1                     | 0                     | -                              | 0                              | 0                              | -         | 2         | 0         | 9     | 1     |
| 2021-2022             | Servette FCCF          | Women's Super League   | 19          | 2           | 2                     | 0                     | LDC                            | 9                              | 0                              | -         | 0         | 0         | 30    | 2     |
| 2022-2023             | Servette FCCF          | Women's Super League   | 20          | 3           | 5                     | 1                     | LDC                            | 2                              | 0                              | -         | 0         | 0         | 27    | 4     |
| 2023-2024             | Servette FCCF          | Women's Super League   | 21          | 4           | 3                     | 1                     | -                              | 0                              | 0                              | -         | 0         | 0         | 24    | 5     |
| Sous-total            | Sous-total             | Sous-total             | 60          | 9           | 10                    | 2                     | -                              | 11                             | 0                              | -         | 0         | 0         | 81    | 11    |
| Total sur la carrière | Total sur la carrière  | Total sur la carrière  | 148         | 14          | 24                    | 2                     | -                              | 23                             | 1                              |           | 81        | 7         | 276   | 24    |

Statistiques actualisées le 27 novembre 2024

#### Matchs disputés en coupes continentales[23]
| Matchs | Date               | Stade                                  | Adversaire               | Résultat | Minutes | Compétition         | Buts | Tour                           | Club             |
| ------ | ------------------ | -------------------------------------- | ------------------------ | -------- | ------- | ------------------- | ---- | ------------------------------ | ---------------- |
| 1      | 30 juillet 2009    | Brøndby Stadion, Brøndby               | Birkirkara FC            | 10 – 0   | 90 min  | Ligue des champions | 0    | Phase de qualification         | 1° Dezembro      |
| 2      | 4 août 2009        | Brøndby Stadion, Brøndby               | Brøndby IF               | 0 – 1    | 90 min  | Ligue des champions | 0    | Phase de qualification         | 1° Dezembro      |
| 3      | 5 août 2010        | Stade Gradski vrt, Osijek              | St. Francis FC           | 1 – 4    | 32 min  | Ligue des champions | 0    | Phase de qualification         | 1° Dezembro      |
| 4      | 8 août 2010        | Stade Gradski vrt, Osijek              | ŽNK Osijek               | 1 – 4    | 90 min  | Ligue des champions | 0    | Phase de qualification         | 1° Dezembro      |
| 5      | 10 août 2010       | Stade Cibalia, Vinkovci                | WFC Rossiyanka           | 1 – 4    | 90 min  | Ligue des champions | 0    | Phase de qualification         | 1° Dezembro      |
| 6      | 11 août 2011       | Stade du Sport União Sintrense, Sintra | ASA Tel-Aviv             | 1 – 1    | 90 min  | Ligue des champions | 0    | Phase de qualification         | 1° Dezembro      |
| 7      | 16 août 2011       | Stade du Sport União Sintrense, Sintra | MTK Hungária FC          | 0 – 0    | 90 min  | Ligue des champions | 0    | Phase de qualification         | 1° Dezembro      |
| 8      | 13 août 2015       | Stade Stelios Kyriakides, Paphos       | Hibernians FC            | 8 – 0    | 69 min  | Ligue des champions | 0    | Phase de qualification         | Apollon Limassol |
| 9      | 16 août 2015       | Stade Stelios Kyriakides, Paphos       | Ungmennafélagið Stjarnan | 2 – 0    | 34 min  | Ligue des champions | 0    | Phase de qualification         | Apollon Limassol |
| 10     | 4 octobre 2017     | De Toekomst, Amsterdam                 | Ajax Amsterdam           | 1 – 0    | 90 min  | Ligue des champions | 0    | Seizièmes de finale            | ACF Brescia      |
| 11     | 11 octobre 2017    | Stadio Mario Rigamonti, Brescia        | Ajax Amsterdam           | 2 – 0    | 90 min  | Ligue des champions | 1    | Seizièmes de finale            | ACF Brescia      |
| 12     | 15 novembre 2017   | Stade de la Mosson, Montpellier        | Montpellier              | 6 – 0    | 65 min  | Ligue des champions | 0    | Huitièmes de finale            | ACF Brescia      |
| 13     | 18 août 2021       | Wiklöf Holding Arena, Mariehamn        | Glentoran WFC            | 1 – 0    | 90 min  | Ligue des champions | 0    | Premier tour de qualification  | Servette FCCF    |
| 14     | 21 août 2021       | Wiklöf Holding Arena, Mariehamn        | Åland United             | 1 – 0    | 56 min  | Ligue des champions | 0    | Premier tour de qualification  | Servette FCCF    |
| 15     | 1er septembre 2021 | Stade de Genève, Genève                | Glasgow City FC          | 1 – 1    | 90 min  | Ligue des champions | 0    | Deuxième tour de qualification | Servette FCCF    |
| 16     | 8 septembre 2021   | Broadwood Stadium, Cumbernauld         | Glasgow City FC          | 1 – 2    | 90 min  | Ligue des champions | 0    | Deuxième tour de qualification | Servette FCCF    |
| 17     | 6 octobre 2021     | Stade de Genève, Genève                | Juventus FC              | 0 – 3    | 90 min  | Ligue des champions | 0    | Phase de groupes               | Servette FCCF    |
| 18     | 13 octobre 2021    | AOK Stadion, Wolfsburg                 | VfL Wolfsburg            | 5 – 0    | 90 min  | Ligue des champions | 0    | Phase de groupes               | Servette FCCF    |
| 19     | 18 novembre 2021   | Kingsmeadow, Kingston-upon-Thames      | Chelsea                  | 1 – 0    | 90 min  | Ligue des champions | 0    | Phase de groupes               | Servette FCCF    |
| 20     | 8 décembre 2021    | Stade de Genève, Genève                | VfL Wolfsburg            | 0 – 3    | 90 min  | Ligue des champions | 0    | Phase de groupes               | Servette FCCF    |
| 21     | 16 décembre 2021   | Juventus Stadium, Turin                | Juventus                 | 4 – 0    | 89 min  | Ligue des champions | 0    | Phase de groupes               | Servette FCCF    |
| 22     | 18 août 2022       | Stade Robert-Bobin, Bondoufle          | Paris FC                 | 3 – 0    | 81 min  | Ligue des champions | 0    | Premier tour de qualification  | Servette FCCF    |
| 23     | 21 août 2022       | Petershill Park, Glasgow               | Glasgow City FC          | 1 – 0    | 90 min  | Ligue des champions | 0    | Premier tour de qualification  | Servette FCCF    |

### En sélection nationale
| Matches officiels de Mónica Mendes en sélections portugaises | Matches officiels de Mónica Mendes en sélections portugaises | Matches officiels de Mónica Mendes en sélections portugaises | Matches officiels de Mónica Mendes en sélections portugaises | Matches officiels de Mónica Mendes en sélections portugaises |
| Club                                                         | V.                                                           | N.                                                           | D.                                                           | Buts                                                         |
| ------------------------------------------------------------ | ------------------------------------------------------------ | ------------------------------------------------------------ | ------------------------------------------------------------ | ------------------------------------------------------------ |
| Portugal U19 (28 matchs: 32.56 %)                            | 9 (32.14 %)                                                  | 4 (14.28 %)                                                  | 15 (53.58 %)                                                 | 4 (38.46 %)                                                  |
| Portugal A (58 matchs: 67.44 %)                              | 19 (32.75 %)                                                 | 10 (17.24 %)                                                 | 29 (50.00 %)                                                 | 3 (61.54 %)                                                  |
| Total                                                        | 28 (32.56 %)                                                 | 14 (16.28 %)                                                 | 44 (51.16 %)                                                 | 7                                                            |

#### Buts de Mónica Mendes en sélection du Portugal
En date dub 27/11/2024, Mónica Mendes, a marqué 3 buts avec la sélection A du Portugal. 
| Sélections | Date         | Stade                                               | Adversaire | Résultat | Compétition          | Buts |
| ---------- | ------------ | --------------------------------------------------- | ---------- | -------- | -------------------- | ---- |
| 16         | 14 juin 2014 | Loni Papuçiu Fier                                   | Albanie    | 0 – 3    | Qualif. Mondial 2015 | 1    |
| 46         | 6 mars 2019  | Estádio Municipal da Bela Vista, Parchal            | Islande    | 1 – 4    | Algarve Cup 2019     | 1    |
| 47         | 6 avril 2019 | Complexo Desportivo FC Alverca, Alverca do Ribatejo | Hongrie    | 2 – 1    | Amical               | 1    |

## Palmarès

### Avec leSr Bairro Bela Vista
- Vice championne du Championnat distrital de futsal en 2004-05.

### Avec laBeira Mar Almada
- Vainqueur du Championnat du Portugal de deuxième division : 1 fois — 2007-08.
- Finaliste du torneio Ponte Frielas en 2007-08.

### Avec lesBrownsville Scorpions
- Vainqueur de la Red River Conference (NAIA) : 2 fois — 2011-12 et 2012-13.

### Avec lesD.C. UnitedU20
- Vice championne du Championnat des États-Unis U20 en 2012.

### Avec laSociedade União 1° Dezembro
- Vainqueur du Championnat du Portugal : 2 fois — 2009-10 et 2010-11.
- Vainqueur de la Coupe du Portugal : 2 fois — 2009-10 et 2010-11.
- Vainqueur du Championnat de l'AF Lisboa : 1 fois — 2010.
- Vice championne de la Lisboa Cup en 2009-10.

### Avec leFC Neunkirch
- Vainqueur du Championnat de Suisse : 1 fois — 2016-17
- Vainqueur de la Coupe de Suisse : 1 fois — 2016-17[27]
- Vice championne du Championnat de Suisse en 2015-2016
- Finaliste de la Coupe de Suisse en 2015-16

### Avec leACF Brescia
- Vainqueur de la Supercoupe d'Italie : 1 fois — 2017
- Vice championne du Championnat d'Italie en 2017-2018
- Finaliste de la Coupe d'Italie en 2017-18

### Avec leSporting CP
- Vice-championne du Championnat du Portugal : 1 fois — 2020-2021
- Finaliste de la Coupe de la ligue : 1 fois — 2020-21

### Avec leServette FCCF
- Vainqueur du Championnat de Suisse : 1 fois — 2023-2024
- Vainqueur de la Coupe de Suisse : 2 fois — 2022-2023 et 2023-2024
- Vice-championne du Championnat de Suisse : 2 fois — 2021-2022 et 2022-2023

### EnKaratéShotokan
- Championne du monde de Karaté Shotokan - Kumite cadette FSKA en 2010[28].
- Championne du monde de Karaté Shotokan - Kata cadette FSKA en 2010[29].
- Championne d'Europe par équipe de Karaté Shotokan - Kumite cadette ESKA en 2010[30].
- Championne du Portugal de Karaté Shotokan - Kumite junior FNK-P en 2011[31].
- Championne régionale centre-sud de Karaté Shotokan - Kumite junior FNK-P en 2009, 2010 et 2011[32].
- Championne régionale centre-sud de Karaté Shotokan - Kata junior FNK-P en 2009[33].
- Vainqueur de la IV° Coupe de karaté de la ville de Almeirim de Karaté Shotokan - Kumite et Kata junior KPS en 2010[34].
- Vainqueur du Tournoi International de Lordelo NPK 2010 de Karaté Shotokan - Kata junior KPS en 2010[35].
- Vice-championne du Portugal de Karaté Shotokan - Kumite cadette LPKS en 2010[36].
- Vice-championne du Portugal de Karaté Shotokan - Kata junior FNK-P en 2010[37].
- Médaille de bronze au championnat d'Europe de Karaté Kumite cadette ESKA en 2010[38].
- Médaille de bronze au championnat du Portugal de Karaté Shotokan - Kumite junior FNK-P en 2010.
- Médaille de bronze au championnat régional centre-sud de Karaté Shotokan - Kata cadette FNK-P en 2010 et 2011[32].

## Distinctions personnelles et records
- - Meilleur défenseure de la semaine de la Red River Conference (NAIA) avec les Brownsville Scorpions  en 2011-2012 et 2012-2013.
  - Meilleur défenseure de l'année de la Red River Conference (NAIA) avec les Brownsville Scorpions  en 2011-2012.
  - Membre de l'équipe de l'année de la Red River Conference (NAIA) avec les Brownsville Scorpions  en 2011-2012.
  - Membre de l'équipe de l'année du Championnat des Etats-Unis U20 avec le D.C. United U20  en 2012.